# 魅力研习社
《魅力研习社》是乐视网出品的网络综艺视频节目，女主持人先后为彭久洋，刚小希，林有田，男主持人为石岩。节目节目分为“大妞来挑战”、“好奇害死妞”、“魅力课堂”几个板块，话题的中心都是提升和展示女性魅力，不乏情色擦边球，尺度较传统综艺节目大很多，被网友称为“中国大陆最无节操的节目”。节目于2011年9月15日正式上线，于每周二、三、五、六播出。至2012年元旦被新节目“美丽贺岁”取代。